# Indian Harbour Beach
Indian Harbour Beach – miasto w Stanach Zjednoczonych, w stanie Floryda, w hrabstwie Brevard.

## Tenis ziemny
W mieście rozgrywany jest kobiecy turniej tenisowy, pod nazwą Annual Revolution Technologies Pro Tennis Classic, zaliczany do rangi ITF, z pulą nagród  80 000 $.